# Sibghatullah Mojaddedi
Sibghatullah Mojaddedi (Pastó:صبغت الله مجددي) (Cabul, 21 de abril de 1925 – 11 de fevereiro de 2019) foi um político do Afeganistão, que serviu como presidente interino após a queda de Mohammad Najibullah em abril de 1992. Ele também foi o fundador da Frente de Libertação Nacional afegã, e serviu como o presidente do parlamento eleito em 2003, que aprovou a nova Constituição do Afeganistão. Em 2005, foi nomeado presidente da Câmara dos Anciãos (Meshrano Jirga), a câmara alta da Assembleia Nacional do Afeganistão, sendo reconduzido como membro em 2011. Atuou no Alto Conselho de Paz Afegão.

## Primeiros anos
Sua família, os Mojaddedis, é uma família bem conhecida pelos religiosos de Cabul, que descendem de Mujaddid Ahmad Sirhindi, um proeminente religioso islâmico do século 16 e um Sufista Naqshbandi. Etnicamente, os Mojaddedis são categorizados como Pashtuns.
Mojaddedi estudou as leis islâmicas e jurisprudência na Universidade de al-Azhar no Cairo, Egito. Em 1952 ele retornou para o Afeganistão para ensinar em colegiais e na Universidade de Cabul, onde ele ficou conhecido como um defensor da independência afegã.
Em 1959, Mojaddedi foi acusado de conspirar contra o Primeiro-ministro da União Soviética, Nikita Khrushchov e foi preso em 1964. Ele passou muitos dos seguintes anos, incluindo o período do Regime Talibã, exilado em muitos países como Dinamarca e Paquistão antes de sua entrada na política afegã.

## Políticas
Mojaddedi é considerado um líder muçulmano moderado. Foi membro do Jebh-e-Nejat-e Melli (Frente de Libertação Nacional).
Em 1989, o Governo Interino afegão o nomeou como presidente do país. Em 1992, ele foi o líder do conselho islâmico que foi fundado para estabilizar o governo afegão pós-Soviético.Ele ocupou essa posição por três meses, porém, algumas fontes afirmam que ele ficou no cargo por apenas dois meses. Em maio de 1992, Burhanuddin Rabbani estabilizou um novo conselho de liderança. Esse conselho sob o comando de Mojaddedi, resultou em sua resignação para liderar um novo conselho. Durante esse período em 1992, quando Mojaddedi era presidente do Afeganistão, o avião Ariana que o levava para Cabul foi acertado por um RPG na hora que pousava no Aeroporto Internacional de Cabul. o avião pousou em segurança, sem fatalidades.
Depois da queda do Talibã em 2001, Mojaddedi retornou ao Afeganistão do Paquistão e se tornou líder do Loya Jirga, a assembleia que aprovou a nova constituição afegã. Em 2005, ele se tornou membro do Meshrano Jirga, a ala mais alta da Assembleia nacional do Afeganistão, onde ele foi renomeado membro em 2011. Ele também serve no Alto Conselho de Paz Afegão.
Dois homens bomba planejaram um ataque em Cabul em 12 de março de 2006 contra Mojaddedi, enquanto ele era membro da assembleia e líder da comissão de reconciliação. Os terroristas explodiram um veiculo cheio de explosivos ao lado do carro de Mojaddedi que foi dirigido pelas ruas da cidade. Quatro pedestres foram mortos e Mojaddedi foi seriamente ferido, com queimaduras no seu rosto e mãos.
Em 26 de Agosto de 2015, Mojaddedi criou um novo partido político, A frente de Libertação nacional do Afeganistão.
Faleceu em 11 de fevereiro de 2019 aos 93 anos de idade.